# جان اس. کوهن
جان اس. کوهن (به انگلیسی: John S. Cohen) سناتور سابق عضو حزب دموکرات ایالات متحده آمریکا بود. وی در سال ۱۹۳۲ تا ۱۹۳۳ میلادی سناتور ایالت جورجیا در سنای ایالات متحده آمریکا بود.